# Erste Bank Open 2014
Erste Bank Open 2014 byl tenisový turnaj pořádaný jako součást mužského okruhu ATP World Tour, který se hrál na krytých dvorcích s tvrdým povrchem komplexu Wiener Stadthalle. Konal se mezi 13. až 19. říjnem 2014 v rakouské metropoli Vídni jako 40. ročník turnaje.
Turnaj s rozpočtem 521 405 eur patřil do kategorie ATP World Tour 250. Nejvýše nasazeným hráčem ve dvouhře byl pátý tenista světa David Ferrer ze Španělska, kterého ve finále přehrála turnajová dvojka Andy Murray. Skot si tak připsal druhou trofej sezóny. Deblovou soutěž ovládl německo-rakouský pár Philipp Petzschner a Jürgen Melzer.

## Dvouhra

### Nasazení hráčů
| Země                         | Hráč                   | ATP | Nasazení |
| ---------------------------- | ---------------------- | --- | -------- |
| Španělsko                    | David Ferrer           | 5.  | 1.       |
| Spojené království           | Andy Murray            | 11. | 2.       |
| Španělsko                    | Feliciano López        | 21. | 3.       |
| Německo                      | Philipp Kohlschreiber  | 23. | 4.       |
| Česko                        | Lukáš Rosol            | 26. | 5.       |
| Chorvatsko                   | Ivo Karlović           | 31. | 6.       |
| Španělsko                    | Guillermo García-López | 38. | 7.       |
| Rakousko                     | Dominic Thiem          | 39. | 8.       |
| Žebříček ATP k 6. říjnu 2014 |                        |     |          |

### Jiné formy účasti na turnaji
Následující hráči obdrželi divokou kartu do hlavní soutěže:
- David Ferrer
- Gerald Melzer
- Andy Murray [1]

Následující hráči postoupili z kvalifikace:
- Daniel Brands
- Victor Hănescu
- Miloslav Mečíř, ml.
- Viktor Troicki
  -  Norbert Gomboš – jako šťastný poražený

### Odhlášení
před začátkem turnaje
- David Goffin
- Marcel Granollers
- Jerzy Janowicz
- Martin Kližan
- Gilles Müller (natažení břišní stěny)
- Radek Štěpánek

## Čtyřhra

### Nasazení párů
| Země                                                                     | Hráč                | Země      | Hráč          | ATP | Nasazení |
| ------------------------------------------------------------------------ | ------------------- | --------- | ------------- | --- | -------- |
| Rakousko                                                                 | Alexander Peya      | Brazílie  | Bruno Soares  | 12. | 1.       |
| Polsko                                                                   | Mariusz Fyrstenberg | Španělsko | David Marrero | 52. | 2.       |
| Chorvatsko                                                               | Marin Draganja      | Rumunsko  | Florin Mergea | 56. | 3.       |
| Mexiko                                                                   | Santiago González   | Česko     | Lukáš Rosol   | 82. | 4.       |
| Žebříček ATP k 6. říjnu 2014; číslo je součtem postavení obou členů páru |                     |           |               |     |          |

### Jiné formy účasti
Následující páry obdržely divokou kartu do hlavní soutěže:
- Jürgen Melzer /  Philipp Petzschner
- Dominic Thiem /  Alexander Zverev

Následující pár nastoupil do čtyřhry z pozice náhradníka:
- Federico Delbonis /  Serhij Stachovskyj

### Odhlášení
před začátkem turnaje
- Martin Kližan

## Přehled finále

### Mužská dvouhra
- Andy Murray vs.  David Ferrer, 5–7, 6–2, 7–5

### Mužská čtyřhra
- Jürgen Melzer /  Philipp Petzschner vs.  Andre Begemann /  Julian Knowle, 7–6(8–6), 4–6, [10–7]